# Dom Capers
Ernest Dominic Capers, detto Dom (Cambridge, 7 agosto 1950), è un allenatore di football americano statunitense ed ultimamente ha svolto il ruolo di assistente difensivo per i Denver Broncos della National Football League (NFL). È l'unico allenatore della storia ad aver guidato due expansion team della NFL.

## Carriera professionistica
Dopo aver allenato nella USFL, Capers iniziò la carriera nella NFL come assistente dei New Orleans Saints e fu nominato coordinatore difensivo dei Pittsburgh Steelers nel 1992, con cui raggiunse la finale della AFC nel 1994. Nel 1995 fu nominato capo-allenatore della nuova franchigia dei Carolina Panthers. Dopo una stagione di debutto con un bilancio di 7-9, un record per un expansion team, i Panthers raggiunsero la finale della NFC nel 1996. I Panthers scesero però a 7–9 nel 1998 e 4–12 nel 1998, terminando la loro avventura con Capers.
Successivamente divenne assistente allenatore ai Jacksonville Jaguars prima di diventarare capo-allenatore di un'altra nuova franchigia, gli Houston Texans, il 21 gennaio 2001. Dopo aver iniziato con un record di 4–12 (2002) e 5–11 (2003) nelle prime due stagioni a Houston, i Texans terminarono con un bilancio di 7-9 nel 2004. Dopo un pessimo record di 2-14 nel 2005, Capers fu licenziato.
Dopo essere passato per i Miami Dolphins e i New England Patriots, nel 2009 Capers fu assunto come coordinatore difensivo dei Green Bay Packers, portando la difesa della squadra da essere la numero 21 della lega nell'anno precedente al suo arrivo, alla numero 2 nella sua prima stagione. Malgrado gli infortuni, anche nell'anno successivo la difesa fu la seconda della lega, coi Packers che vinsero il Super Bowl XLV battendo gli Steelers.

## Vittorie e premi
- Super Bowl : 1 Vincitore del Super Bowl XLV come coordinatore difensivo